# Acrojet
Acrojet, anche scritto AcroJet o Acro Jet e sottotitolato The Advanced Flight Simulator, è un videogioco di simulazione di aereo acrobatico BD-5J, sviluppato dalla MicroProse e pubblicato inizialmente per Commodore 64 nel 1985. In Europa fu pubblicato dalla U.S. Gold per Commodore 64, Amstrad CPC e ZX Spectrum, e in Giappone dalla SystemSoft per MSX, NEC PC-8801 e NEC PC-9801. È stato progettato e programmato nella versione originale da William F. Denman con la collaborazione di Edward F. Hill. Di solito fu apprezzato dalla critica, almeno per quanto riguarda le versioni occidentali.

## Modalità di gioco
Acrojet fa uso di una visuale tridimensionale in terza persona, con il proprio aereo inquadrato da dietro, nella metà in alto dello schermo, mentre nella metà in basso c'è il quadro strumenti. Questo approccio poteva apparire insolito, e dovrebbe facilitare il volo perché permette di vedere bene cosa sta facendo l'aeroplano. Il punto di vista si può cambiare per inquadrare l'aereo anche da davanti, da sinistra e da destra.
Oltre alle consuete manovre come virata, picchiata e cabrata, il particolare modello di aereo simulato può eseguire azioni come avvitamenti orizzontali e scivolate d'ala. Il complesso controllo di timone e alettoni necessario per queste azioni si può automatizzare premendo il pulsante di fuoco durante la manovra.
Il joystick, sostituibile anche da tasti direzionali a seconda delle versioni, controlla la barra di comando, mentre la tastiera è in ogni caso necessaria per vari comandi che comprendono la manetta del gas, il ritiro carrello, i freni carrello, gli ipersostentatori (flap), il cambio di visuale.
Gli strumenti comprendono quattro quadranti centrali: altimetro, indicatore di assetto e orizzonte artificiale, tachimetro e indicatore di velocità verticale. Ai lati ci sono un'area di testo con varie informazioni numeriche, un'area piccola con indicatori di flap, bussola giroscopica e altro, e un radar con terreno della zona circostante che entra in funzione quando si tenta un'acrobazia o un percorso.
Al caricamento del programma si hanno numerose opzioni di gioco. Si può affrontare un evento singolo o un pentathlon, decathlon o serie illimitata personalizzabile. I dieci eventi in tutto possibili sono tutti basati su checkpoint di riferimento, sopra o attorno ai quali è necessario passare. Ci sono percorsi in cui bisogna volare attorno a piloni piantati al suolo, gare con nastri tesi tra coppie di pali da tagliare o sottopassare in vari modi, eventi basati su complessi atterraggi, e il più pericoloso di tutti, l'otto cubano. In tutti i casi ci sono varie opzioni di realismo e difficoltà, come le condizioni del vento. Il suolo è piatto eccetto che per gli eventuali pali dei percorsi.